# Mauno Koivisto
Mauno Koivisto   (Turku, 25 de novembre de 1923 - Meilahti Tower Hospital, 12 de maig de 2017) fou un polític i banquer finlandès. Es va graduar a la Universitat de Turku el 1949, però abans d'això va treballar en el port de Turku. També participà en la Guerra d'Hivern de 1939.
Membre del Partit Socialdemòcrata de Finlàndia des del 1947, fou nomenat ministre per primera vegada el 1966 en el govern de Rafael Paasio. El 1968 Koivisto va ser nomenat director del Banc de Finlàndia (fins al 1982) i primer ministre, càrrec aquest que exercí fins al 1970.
Koivisto va ser nomenat primer ministre novament el 1979.
Quan Urho Kekkonen abandonà per qüestions de salut el càrrec de president després de 25 anys en el poder (1965-1981), Koivisto va ser nomenat president de Finlàndia. Kekkonen va restar diplomàticament president de Finlàndia fins al final de les eleccions presidencials del 27 de gener de 1982, quan traspassà el poder a Koivisto definitivament. Koivisto va ser reelegit com a president de Finlàndia el 1988. Aquestes van ser les últimes eleccions per col·legi electoral de la història de Finlàndia.
L'era de Koivisto va significar diversos canvis en la política finlandesa. El país va passar d'un sistema de govern semipresidencial a un de parlamentari, i la política es va liberalitzar. Com a conseqüència, el president de Finlàndia no té actualment gairebé cap poder.
Pel que fa a la política internacional, el mandat de Koivisto va estar marcat per les particulars relacions amb la Unió Soviètica, conegudes com a finlandització. Així, quan Estònia va iniciar el seu procés d'independència, el govern finés va ajudar-los d'amagat, encara que públicament defensara les tesis del govern de Moscou. Això li va valdre grans retrets de l'opinió pública finesa, que no entenia que el govern finès no ajudara públicament als estonians.

## Guardons
Gran Mestre de l'Orde de la Creu de la Llibertat
 Gran Mestre de l'orde de la Rosa Blanca
 Gran Mestre de l'orde del Lleó de Finlàndia
 Cavaller de l'orde del Serafí (Suècia) (16-4-1982)
 Collar del Reial Orde Noruec de Sant Olaf (1983)
 Cavaller de l'orde de l'Elefant (Dinamarca) (20-4-1983)
 Gran Collar de l'Infant Don Enric (Portugal) (22-4-1992)
 Gran Creu amb Cordó de l'orde al Mèrit de la República Italiana (14-9-1993)
 Orde de l'Àliga Blanca (Polònia) (25-10-1993)
 Orde Olímpic d'or